# Zombie Revenge
 (janvier 2025).
Si vous disposez d'ouvrages ou d'articles de référence ou si vous connaissez des sites web de qualité traitant du thème abordé ici, merci de compléter l'article en donnant les références utiles à sa vérifiabilité et en les liant à la section « Notes et références ».
Zombie Revenge (ゾンビ・リベンジ) est un jeu vidéo d'arcade et Dreamcast sorti en 1999, de type beat them all. Armés de leurs poings, de leurs pieds et de toutes les armes qu’ils peuvent trouver en cours de route, les joueurs sont chargés de débarrasser une ville inconnue de zombies. Initialement intitulé Blood Bullet: The House of the Dead Side Story, le jeu a été renommé plus tard Zombies Nightmare avant que Sega ne décide de l'appeler Zombie Revenge . 
Ce jeu sert également de spin-off à la populaire série de jeux de tir au pistolet House of the Dead de Sega et contient de nombreuses références à sa série parente. Un port du jeu pour la PlayStation 2 devait être publié par Acclaim Entertainment et porté par Acclaim Studios Teesside, mais a finalement été annulé.

## Scénario et système de jeu
Un plan gouvernemental très secret visant à utiliser les morts à des fins militaires, appelé UDS (Undead Soldier), est jeté dans les ténèbres par une entité inconnue. Un an plus tard, la ville est ravagée par les zombies. Trois des meilleurs agents de l'AMS sont envoyés : Stick Breitling, Linda Rotta et Rikiya Busujima. Ils sont envoyés pour éliminer l'ennemi et traquer le mystérieux chef de cette attaque, connu sous le nom de "Zed". Après s'être battus dans la ville, ils sont finalement confrontés à Zed, qui révèle que le père de Stick était impliqué dans le projet UDS. Zed veut se venger de ses parents, assassinés dans le cadre du projet. Il méprise tous les humains et souhaite les transformer en zombies en propageant le virus. Zed libère à l'intérieur de lui un puissant UDS qu'il appelle le dieu de la destruction, qu'il prévoit d'utiliser pour détruire le reste des humains, avant que les trois agents ne le vainquent et sauvent l'humanité. 
Les joueurs combattent les zombies et les boss de chaque niveau par le combat au corps à corps, des armes à feu ou d'autres armes. Chaque joueur choisit l'un des trois personnages avec des attributs différents et des niveaux de compétence différents en combat au corps à corps et en armes à feu. La version Dreamcast du jeu ajoute un mode de combat dans lequel deux joueurs peuvent s'affronter l'un contre l'autre. 
En tant que spin-off, le jeu contient diverses références au jeu original The House of the Dead. Les zombies ressemblent à ceux du premier jeu, et les protagonistes de la série originale et de Zombie Revenge sont des agents AMS. Au début du jeu, les icônes d'ordinateur de Thomas Rogan et "G" sont visibles sur le bureau de Linda. Le manoir Curien vu dans le premier House of the Dead apparaît comme sa propre scène, appelée "La maison des morts" et la musique du premier niveau est utilisée. Le dernier boss de Zombie Revenge s'appelle Black Magician Type 01. La séquence de crédits du jeu est également similaire, remontant à travers les étapes du jeu jusqu'au début de la partie. 